# Pristimantis scopaeus
Pristimantis scopaeus es una especie de anfibio anuro de la familia Craugastoridae.

## Distribución
Esta especie es endémica del departamento de Tolima en Colombia. Habita en Cajamarca entre los 3 400 y 3 680 m sobre el nivel del mar en el páramo Los Valles en la Cordillera Central.

## Descripción
Los machos miden de 15.3 a 16.7 mm.

## Publicación original
- Lynch, Ruíz-Carranza & Ardila-Robayo, 1996 : Three new species of Eleutherodactylus (Amphibia: Leptodactylidae) from high elevations of the Cordillera Central of Colombia. Caldasia, vol. 18, n.º 3, p. 329-342[6]